# Суник, Орест Петрович
Оре́ст Петро́вич Суник (7 ноября 1912 — 21 сентября 1988) — советский лингвист-тунгусо-маньчжуровед, разработчик ульчского алфавита. Доктор филологических наук. Участник Великой Отечественной войны. 

## Биография
Орест Петрович Суник родился 7 ноября 1912 года. Окончил отделение языков народов Севера Ленинградского института филологии, литературы и истории, в составе Ленинградского университета (поступил в 1932 году). Брал уроки разговорной речи на нанайском языке у С. Н. Оненко.
В 1957—1987 годах — заведующий кафедрой алтайских языков Ленинградского отделения Института языкознания.